# Öld meg Rómeót!
Az Öld meg Rómeót! (eredeti cím: Romeo Must Die) 2000-ben bemutatott amerikai akciófilm Andrzej Bartkowiak rendezésében. A főszerepben Jet Li és Aaliyah látható. A film Li első amerikai pozitív főszerepe volt, miután a Halálos fegyver 4.-ben antihőst alakított.
A filmet 2000. március 22-én mutatta be a Warner Bros. Pictures az Egyesült Államokban. A vegyes kritikák ellenére a film bevételi sikert aratott; 91 millió dolláros bevételt hozott a 25 millió dolláros gyártási költségvetéssel szemben. 

## Cselekmény
Chu Sing és Isaac O'Day a város alvilágának két rivális családját vezeti. Chu fiát, Pót meggyilkolják, s a kínaiak Isaac bandájára tippelnek. 
Hamarosan háború bontakozik ki a két család között, bár Isaac törekszik rá, hogy ne kelljen harcolni. Han (Jet Li), Chu idősebbik fia megszökik a hongkongi börtönből, hogy kiderítse, ki ölte meg az öccsét. Véletlenül összetalálkozik Isaac önfejű lányával, Trish-sel (Aaliyah). Kiderül, hogy Pó gyakran telefonált Trish ruhaüzletébe, ahol a lány bátyjával beszélt. 
Han nekilát kinyomozni, miért akart Pó találkozni Trish testvérével. Közben a háború kibontakozik, többen meghalnak mindkét oldalon, köztük Trish bátyja is. Han rájön, hogy az egészet a saját apja és Isaac jobbkeze, Mac tervelte ki, egy jó üzlet reményében. Han megdöbben, hogy Chu képes volt a saját fia életét is feláldozni az üzletért. Han végez régi barátjával, Kai-jal, apja testőrével, aki saját kezével ölte meg Pót, majd elmondja apjának, hogy nem fogja megölni, hanem hagyja hogy vagy a rendőrség vagy egy rivális kínai család végezzen vele. Chu öngyilkos lesz, Han pedig Trish társaságában távozik.

## Szereplők
| Szerep       | Színész           | Magyar hang      | Magyar hang          |
| 1. szinkron  | 2. szinkron       |                  |                      |
| ------------ | ----------------- | ---------------- | -------------------- |
| Han Sing     | Jet Li            | Görög László     | Görög László         |
| Trish O'Day  | Aaliyah           | Horváth Lili     | Kisfalvi Krisztina   |
| Isaak O'Day  | Delroy Lindo      | Vass Gábor       | Helyey László        |
| Mac          | Isaiah Washington | Galambos Péter   | Kálid Artúr          |
| Kai          | Russell Wong      | László Zsolt     | Welker Gábor         |
| Silk         | DMX               | Sztarenki Pál    | Láng Balázs          |
| Colin O'Day  | D. B. Woodside    | Szokol Péter     | Csík Csaba Krisztián |
| Maurice      | Anthony Anderson  | Minárovits Péter | Bognár Tamás         |
| Vincent Roth | Edoardo Ballerini | Fekete Zoltán    | Damu Roland          |
| Chu Sing     | Henry O           | Versényi László  | Botár Endre          |

## A film készítése
A kilencvenes évek végén Joel Silver producert bosszantotta, hogy az amerikai akciófilmekben nem lát semmi újat és eredetit. Inspirációért a hongkongi akciófilmekhez fordult, ahol Jet Li már befutott filmsztár volt. A hongkongi harcművészeti filmek hatása mellett a készítők egy új vizuális effekttechnikát is bevezettek: a harcművészeti harcok bemutatása röntgensugaras látásmódban. Kezdetben egyetlen harcjelenetnél kísérleteztek Li-vel, és az amerikai közönség előtt tesztelték, amely túlnyomórészt pozitívan reagált, ezután pedig a film során több akciójelenetben is alkalmazták.
A film forgatás helyszíne a kaliforniai Oakland volt, de néhány felvétel kivételével a forgatás teljes egészében Vancouverben (Brit Columbia) zajlott. A forgatás 1999. május 3-án kezdődött és 1999. július 23-án fejeződött be. A forgatási helyszínek közé tartozott Gastown, Grandview-Woodland, Vanier Park, Chinatown, Versatile Pacific Shipyards és a Dr. Sun Yat-Sen klasszikus kínai kert.
A The Slanted Screen című dokumentumfilm szerint Han és Trish között csókjelenetnek kellett volna lennie, ami megmagyarázza a Rómeó címet, de ez a városi közönség körében nem sikerült jól. Jet Li a személyes honlapján azt nyilatkozta, hogy a jelenet mindkét változatát leforgatták (csókkal és anélkül), és az utóbbi mellett döntöttek, mert „kissé furcsa és kínos” lett volna Han számára, hogy szemtanúja volt apja meggyilkolásának, majd megjelenik és megcsókol valakit.

## Megjelenés
Az Öld meg Rómeót! a második helyen debütált az amerikai mozikban az egy héttel korábban bemutatott Erin Brockovich – Zűrös természet mögött. A film 25 millió dolláros költségvetésből készült. Észak-Amerikában 18 014 503 dollárt hozott a nyitóhétvégén (2 641 mozi, 6821 dolláros átlag). Világszerte 91 036 760 dolláros bevételt ért el.
Az Egyesült Államokban 2000. augusztus 1-jén jelent meg DVD-n, 2012. augusztus 14-én pedig Blu-rayen.

## Kritikai fogadtatás
A film nem talált túl pozitív fogadtatásra, bár a kritikusok dicsérték Jet Lit, a film történetét elcsépeltnek tartották (Rómeó és Júlia) és a drótkötéllel rásegített akciójelenetekkel sem volt mindenki kibékülve, nem értették, miért kell Jet Lit dróton rángatni, amikor anélkül is meg tudja csinálni a rúgásokat.
Az igazi költészetet nem a cselekmény adja, hanem a szemkápráztató akció, amit Jet Li művel. Akrobatikus mozgása éles és üdítő kontrasztot alkot a tipikusan lassú és visszafogott hollywoodi koreográfiákkal. Egyaránt jó a komikus és a drámai színjátszásban, s ez olyan valami, ami manapság hiányzik az akciósztárokból.
Jet Li már önmagában is izgalmas hatást kelt gravitációt meghazudtoló forgásaival és rúgásaival, hogy egyszerűen csak folyamatos felvétellel hagyni kell, hogy a fickó tegye a dolgát. Ez a folyamatos oda-vissza vágás csak elvonja a figyelmet és idegesítő is.